# Paleoastronautyka

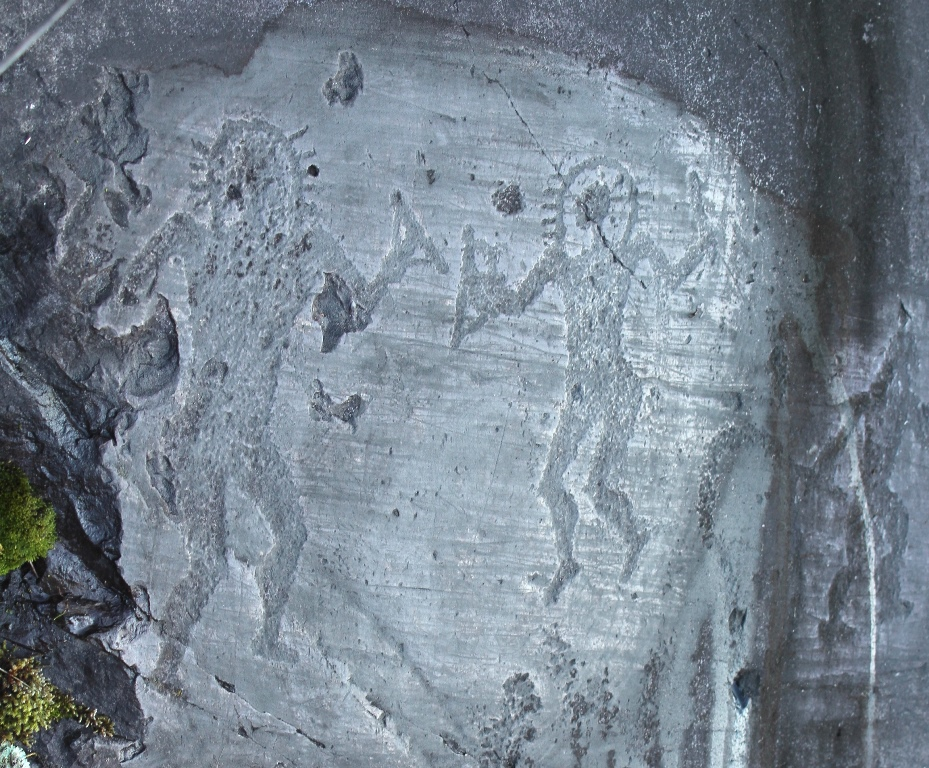
Petroglify z Val Camonica we Włoszech. Zwolennicy hipotezy starożytnych astronautów uważają, że te wizerunki przypominają współczesnych astronautów

Paleoastronautyka, starożytni astronauci – pseudonaukowa idea, mówiąca, że inteligentne istoty pozaziemskie odwiedzały Ziemię i kontaktowały się z ludźmi w czasach starożytnych i prehistorycznych. Zwolennicy tej hipotezy sugerują, że kontakt ten wpłynął znacząco na rozwój współczesnej kultury, technologii, religii i biologii człowieka.
Idea, że istnieli starożytni astronauci, nie jest traktowana poważnie przez większość naukowców i nie wzbudziła wiarygodnej uwagi w recenzowanych badaniach.

## Początki hipotezy i jej entuzjaści

### Początki
Za pioniera hipotezy paleoastronautycznej, w jej nowoczesnym sformułowaniu, można uważać rosyjskiego naukowca Konstantina Ciołkowskiego, który w latach 1928–1929 zastanawiał się nad możliwością wizyty kosmitów na Ziemi w przeszłości.
W latach 50. i 60. XX wieku radziecki matematyk Matest Agrest stał się popularyzatorem hipotezy starożytnych astronautów. W swoich pracach interpretował starożytne mity różnych kultur jako dowody wizyty przedstawicieli pozaziemskich cywilizacji na Ziemi. W ciągu następnych dwóch dekad w ZSRR opublikowano ponad dwieście prac w różnych popularnych czasopismach naukowych i gazetach, których tematem była kwestia paleoastronautyki.

### Szkłowski i Sagan
W książce pt. „Inteligentne życie we wszechświecie” z 1966 astrofizycy Iosif Szkłowski i Carl Sagan poświęcili rozdział argumentowi, że naukowcy i historycy powinni poważnie rozważyć możliwość wystąpienia kontaktu z cywilizacją pozaziemską w przeszłości. Podkreślili jednak, że te pomysły są jedynie luźnymi spekulacjami.
W książce pt. „Mózg Broca” z 1979 Sagan zasugerował, że on i Szkłowski mogli zainspirować falę książek o starożytnych astronautach z lat 70. Wyraził również dezaprobatę dla „von Dänikena i innych bezkrytycznych pisarzy”, którzy najwyraźniej budowali te ideę nie jako spekulacje, ale jako „wiarygodny dowód o kontaktach pozaziemskich.” Carl Sagan jednocześnie powtórzył swój wcześniejszy wniosek, że pozaziemskie wizyty na Ziemi były możliwe, ale jest to kwestia bardzo trudna do jednoznacznego udowodnienia.

### Erich von Däniken
Erich von Däniken na przełomie lat 60. i 70. XX wieku stał się wiodącym zwolennikiem teorii paleoastronautycznej, zdobywając ogromną popularność po publikacji w 1968 swojej bestsellerowej książki pt. „Wspomnienia z przyszłości: nierozwiązane zagadki przeszłości”.

### Zecharia Sitchin
Seria książek autorstwa Sitchina pt. „Kroniki Ziemi” obraca się wokół unikalnej interpretacji starożytnych sumeryjskich i bliskowschodnich tekstów, a także megalitycznych miejsc i artefaktów z całego świata. Pisarz uważał, że bogowie starożytnej Mezopotamii byli astronautami z planety Nibiru, którą wedle Sitchina Sumerowie uważali ją za odległą dwunastą planetę układu słonecznego (licząc Słońce, Księżyc i Plutona jako planety), związaną z bogiem Mardukiem. Według Zecharii Sitchina Nibiru nadal krąży wokół Słońca na 3600-letniej orbicie wydłużonej. Współczesna astronomia nie znalazła żadnych dowodów na te twierdzenia.
Sitchin twierdzi, że istnieją sumeryjskie teksty opowiadające historię rasy Anunnaki, mieszkańców planety Nibiru, którzy mieli przybyć na Ziemię około 400 000 lat temu, z zamiarem wydobycia surowców, zwłaszcza złota. Ze względu na ich małą liczbę szybko zmęczyli się tym zadaniem i po wielu próbach, z pomocą inżynierii genetycznej, ostatecznie stworzyli człowieka. Sitchin twierdził, że Anunnaki byli aktywni w sprawach ludzkich, dopóki ich kultura nie została zniszczona przez globalne katastrofy, spowodowane nagłym końcem ostatniej epoki lodowcowej około 12 000 lat temu. Widząc, że ludzie przeżyli, a wszystko, co zbudowali, zostało zniszczone, Anunnaki opuścili Ziemię, dając ludziom możliwość i środki rządzenia sobą.

Prace Sitchina nie zyskały poparcia głównego nurtu naukowego i były szeroko krytykowane przez specjalistów, którzy mieli okazję przyjrzeć się bliżej jego hipotezom. Badacz języków semickich, Michael S. Heiser, stwierdzi, że wiele tłumaczeń sumeryjskich i mezopotamskich słów dokonanych przez Sitchina nie pokrywa się z faktyczną wiedzą naukową w tej dziedzinie. 

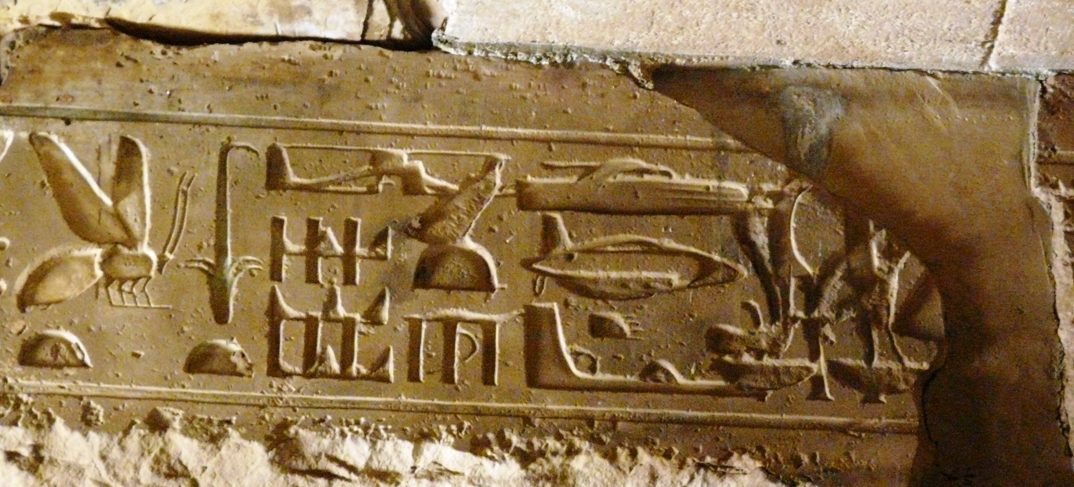
Hieroglify w Abydos, mające rzekomo przedstawiać łódź podwodną, helikopter oraz UFO

### Robert K. G. Temple
Robert K. G. Temple w swojej książce z 1976 pt. „Tajemnica Syriusza” dowodził, że Dogonowie z północno-zachodniego Mali zachowali w tradycji ustnej opis wizyt pozaziemskich sprzed około 5000 lat. W swojej pracy opierał się głównie na badaniach francuskich antropologów kultury Marcela Griaula i Germaine Dieterlen.

## Dowody przedstawiane przez zwolenników

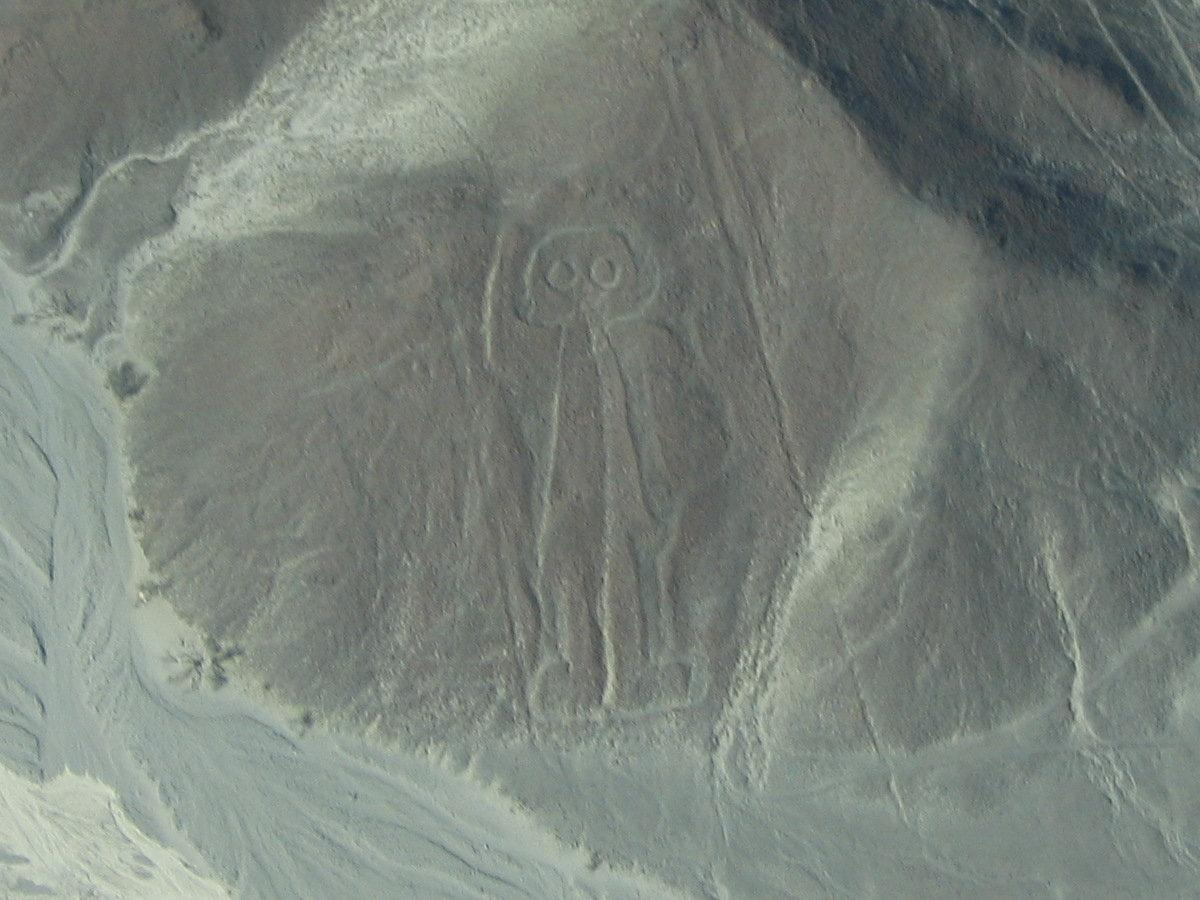
Duży geoglif w pobliżu linii Nazca, przez niektórych uważany za wizerunek pozaziemskiego astronauty

### Petroglify znajdowane na całym świecie
Poparcia dla hipotezy starożytnych astronautów entuzjaści poszukiwali w paleolitycznych malowidłach jaskiniowych i petroglifach na całym świecie. Za interesujące przykłady podawano m.in. rysunki naskalne w Val Camonica oraz malowidła naskalne w rejonie Kimberley w Australii.

### Sztuka średniowieczna i renesansowa
Liczne przedstawienia latających spodków i innych niezidentyfikowanych obiektów latających w sztuce średniowiecznej i renesansowej.

### Rysunki z Nazca

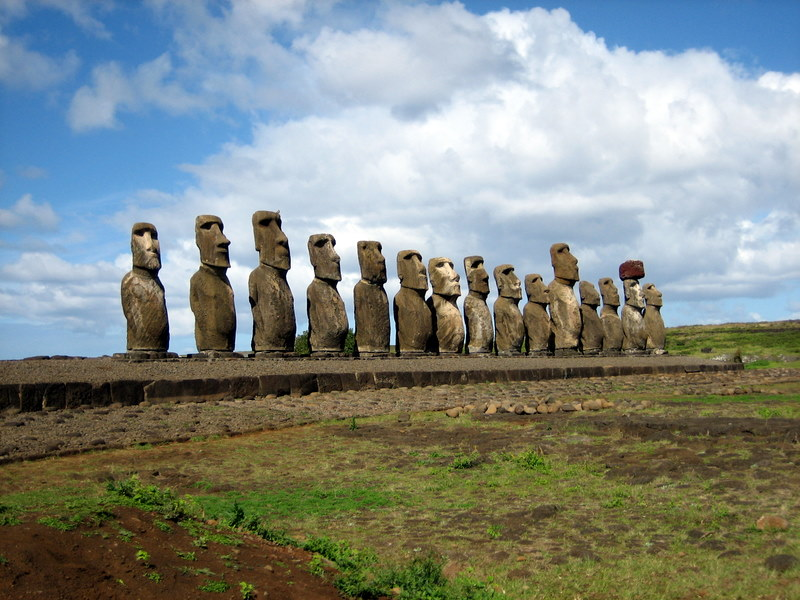
Zwolennicy teorii o starożytnych astronautach twierdzą, że kamienne posągi na Wyspie Wielkanocnej zostały zbudowane przez istoty pozaziemskie (lub przez ludzi z ich pomocą)

Starożytne rysunki z Nazca to setki ogromnych geoglifów naziemnych wyrytych na pustyni w południowym Peru. Niektóre z nich są stylizowane na zwierzęta lub postacie humanoidalne, a inne to proste linie o długości setek metrów. Ponieważ figury są dobrze widoczne jedynie z dużej wysokości, zostały powiązane z hipotezą starożytnych astronautów. W latach 70. XX wieku szwajcarski pisarz Erich von Däniken spopularyzował pogląd, że linie i postacie z Nazca mogły być wykonane „zgodnie z instrukcjami z samolotu”. Sugerował również, że dłuższe i szersze linie mogą być pasem startowym dla statku kosmicznego.
Według archeologa Kennetha Federa interpretacja pozaziemska wysunięta przez von Däniken nie jest poparta żadnymi dowodami. Sceptyk Joe Nickell z Uniwersytetu Kentucky był w stanie odtworzyć jedną z postaci, używając tylko drewnianych kołków i sznurka.

### Starożytne artefakty przypominające maszyny latające
Zwolennicy idei paleoastronautyki twierdzą, że niektóre artefakty odkryte w Egipcie (np. Ptak z Sakkary) są podobne do współczesnych samolotów i szybowców. Przez archeologów przedmioty te są zwykle interpretowane jako stylizowane przedstawienia ptaków oraz owadów.

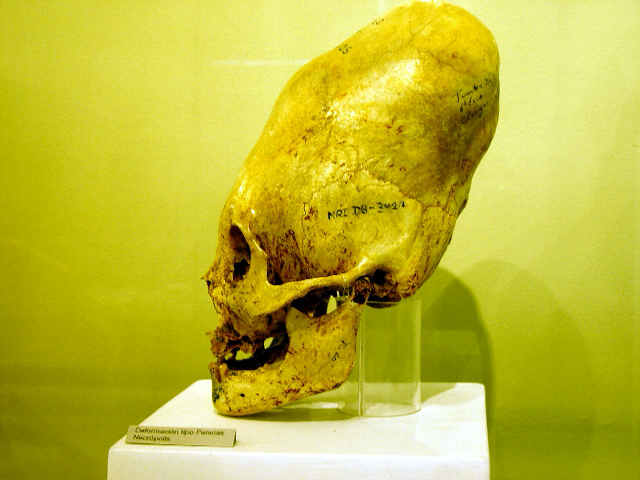
Sztucznie zniekształcona i wydłużona czaszka należąca do kultury Paracas

### Budowle megalityczne
Inne proponowane dowody dla poparcia tezy o starożytnych astronautach obejmują istnienie antycznych zabytków i megalitycznych ruin, takich jak piramidy w Gizie, Machu Picchu, Baalbek, Moai lub Stonehenge. Zwolennicy twierdzą, że te kamienne konstrukcje nie mogły zostać zbudowane przy użyciu techniki i narzędzi ówczesnych ludzi.
Te twierdzenia są kategorycznie odrzucane przez archeologów. Niektórzy archeolodzy uczestniczyli w eksperymentach mających na celu przemieszczanie dużych megalitów. Eksperymentom tym udało się przenieść megality do ciężaru co najmniej 40 ton. Część badaczy spekulowała, że przy liczniejszej sile roboczej większe megality mogą być holowane przy użyciu znanych w starożytności technologii.

### Praktyki religijne i kulturowe
Wiele antycznych kultur, takich jak starożytni Egipcjanie i niektórzy rdzenni Amerykanie, sztucznie wydłużało czaszki swoich dzieci. Niektórzy zwolennicy starożytnych astronautów sugerują, że zrobiono to, aby naśladować przybyszów pozaziemskich, których postrzegano jako bogów. Wśród starożytnych władców przedstawionych z wydłużonymi czaszkami są faraon Echnaton i Nefertiti.

## Publikacje na temat paleoastronautyki wydane w języku polskim
Zecharia Sitchin:
- Kroniki Annunaki
- Schody do nieba
- Zaginione królestwa
- Kiedy zaczął się czas
- Wojny bogów i ludzi

Erich von Däniken:
- Zmierzch bogów
- Przesłania i znaki z kosmosu
- Scheda po bogach
- W imieniu Zeusa
- Zagadki w dawnej Europie: na tropach tajemniczych linii
- Dziedzictwo Kukulcana
- Nowe kosmiczne ślady
- Obcy z kosmosu
- Znaki z przeszłości
- Kocham cały świat
- Siejba i Kosmos: ślady i plany inteligencji pozaziemskich
- Ślady istot pozaziemskich
- Podróż na Kiribati. Przygoda między niebem a ziemią
- Mój świat w obrazach
- Strategia bogów: ósmy cud świata
- Dowody. Wizja lokalna na pięciu kontynentach
- Z powrotem do gwiazd
- Prorok przeszłości: ryzykowne rozmyślania o wszechobecności istot pozaziemskich
- Czy się myliłem
- Szok po przybyciu bogów

Peter Fiebag:
- Boski plan: pozaziemskie świadectwa u Majów i Hopi[22]
- Kosmiczne rytuały ludów pierwotnych[23]

R. A. Boulay:
- Latające węże i smoki

Lucjan Znicz:
- Cywilizacje nieludzkie
- Życie nieziemskie

Jan Kryściak:
- Däniken, kosmici i Atlantydzi

Robert Charroux:
- Dziedzictwo bogów[24]
- 100000 lat nieznanej historii człowieka[25]
- Księga jego ksiąg[26]
- Księga zdradzonych tajemnic[27]

Arnold Mostowicz:
- O tych, co z kosmosu[28]
- My z kosmosu[29]
- Zagadka Wielkiej Piramidy[30]
- Spór o synów nieba, czyli powtórka z paleoastronautyki[31]
- Przybysze z gwiazd, czyli spór o synów nieba[32]